# Out of Season (альбом)
Out of Season — студійний альбом вокалістки Бет Гіббонс (Portishead) та басиста Пола Вебба (під псевдонімом Rustin Man, раніше учасника гурту Talk Talk). Реліз альбому відбувся 28 жовтня 2002 року у Великій Британії та 7 жовтня 2003 року у Сполучених Штатах. Out of Season — це здебільшого фолк-альбом з джазовими нахилами, в якому Гіббонс і Вебб більше спираються на вплив Ніни Сімон, Біллі Холідей та Ніка Дрейка. До Out of Season також долучилися колега Гіббонс по гурту Portishead Адріан Атлі та колишній колега Вебба по гурту Лі Гарріс. Перший трек альбому, «Mysteries», увійшов до оригінального саундтреку французького фільму Les Poupées russes, а також до фільму Віма Вендерса Знімання в Палермо 2008 року. Альбом отримав срібну сертифікацію від BPI.

## Чарти
Альбом потрапив до чартів деяких країн, досягнувши 28 місця у Великій Британії, 13 місця у Німеччині, 36 місця у Швейцарії, 54 місця в Австрії, 19 місця у Франції, 77 місця у Нідерландах, 6 місця у Норвегії та 39 місця у Данії. "Tom the Model" був вийшов як сингл 3 березня 2003 року і досяг 70 місця у Великій Британії. Відео на пісню було знято режисером Крісом Браном, і в ньому Гіббонс виступає перед глядачами у театрі. Перевидання у жовтні 2019 року на вінілі увійшло до британського хіт-параду на 24 сходинку.

## Трек-лист
| #   | Назва                | Тривалість |
| --- | -------------------- | ---------- |
| 1.  | «Mysteries»          | 4:39       |
| 2.  | «Tom the Model»      | 3:41       |
| 3.  | «Show»               | 4:26       |
| 4.  | «Romance»            | 5:09       |
| 5.  | «Sand River»         | 3:48       |
| 6.  | «Spider Monkey»      | 4:10       |
| 7.  | «Resolve»            | 2:51       |
| 8.  | «Drake»              | 3:54       |
| 9.  | «Funny Time of Year» | 6:48       |
| 10. | «Rustin Man»         | 4:20       |

| Бонус-трек американського видання | Бонус-трек американського видання | Бонус-трек американського видання |
| #                                 | Назва                             | Тривалість                        |
| --------------------------------- | --------------------------------- | --------------------------------- |
| 11.                               | «Candy Says (live)»               | 5:20                              |

## Персоналії
| Музиканти - Бет Гіббонс – акустична гітара, аранжування, вокал, вокодер - Пол Вебб – перкусія, піаніно, акордеон, аранжування, електрогітара, клавішні, бек-вокал - Ребекка Люблінські — флейта - Рейчел Самуель — віолончель - Джон Бегготт – піаніно, Wurlitzer - Гері Болдуін – орган - Джон Барклай – флюгельгорн - Мартін Баркер – перкусія, конґа - Марк Берроу – скрипка - Рейчел Браун – бек-вокал - Лурін Като – бек-вокал - Бен Чаппел – віолончель - Клайв Дімер – барабани, литаври - Філіп Дюкс – альт - Саймон Едвардс – бас-гітара, контрабас - Марк Фелтхем – губна гармоніка - Ендрю Фіндон – альтова флейта - Піт Гленістер – акустична гітара - Лео Грін – валторнова секція - Лі Гарріс – барабани - Нік Інгман – диригент, оркестровка - Мітчелл Джон – бек-вокал - Патрік Кірнан – скрипка - Богуслав Костецький – скрипка - Пітер Лале – альт - Мартін Лавдей – віолончель - Ніл МакКолл – акустична гітара, Ebow | - Перрі Мейсон – скрипка - Лоррейн Макінтош – бек-вокал - Френк Рікотті – вібрафон - Едді Робертс – скрипка - Ніна Робертсон – альтова флейта - Джой Роуз – бек-вокал - Мері Скаллі – контрабас - Кріс Томблінг – скрипка - Джонатан Таннелл – віолончель - Адріан Атлі – орган, акустична гітара, бас, гітара, електрогітара, синтезатор Муга, Ebow, баритон-гітара - Брюс Вайт – альт - Дейв Вудкок – скрипка - Гевін Райт – скрипка - Воррен Зелінскі – скрипка Продакшн - Френк Аркрайт – мастеринг - Раян Арт – дизайн - Марк Бішоп – асистент зведення, асистент - Філл Браун – інженер, зведення - Пітер Дікінсон – фотографія - Нівен Гарленд – інженер - Бет Гіббонс – продюсер, інженер - Енді Монтгомері – інженер - Ніл Перрі – інженер - Альберт Пінейро – асистент - Адріан Атлі – додатковий продакшн, інженер, ефекти - Єва Вермандель – фотографія - Пол Вебб – продюсер, зведення, ефекти |